# Ростовський академічний симфонічний оркестр
Ростовський академічний симфонічний оркестр (до 1994 року — Ростовський симфонічний оркестр) — російський симфонічний оркестр, що базується в Ростові-на-Дону.
Створений в 1935 році за ініціативою диригента Бруно Бермана. У 1984 році оркестр став Лауреатом Всеросійського конкурсу симфонічних оркестрів. У 1990 році Ростовський оркестр взяв участь у міжнародному конкурсі імені П. І. Чайковського, акомпануючи учасникам третього туру. У 1994 році після успішних гастролей в Москву під управлінням Равіля Мартинова оркестр був удостоєний звання академічного і отримав свою нинішню назву.
У репертуарі оркестру присутня як старовинна музика так і сучасна музика. Крім музики таких визнаних композиторів XX століття як Д. Шостакович, Хачатурян, Хренніков, Щедрін, Ешпай, Шнітке, Канчелі та Фалік, оркестр виконує музику сучасних ростовських композиторів. У виконанні Ростовського симфонічного оркестру прозвучали близько ста прем'єр їх творів.